# NBL 2006/07
Die NBL 2006/07 war die 29. Austragung der australasischen National Basketball League. Die mit zehn Teams aus Australien, einem Team aus Neuseeland und einem Team aus Singapur ausgetragene Meisterschaft begann am 20. September 2006 und endete am 9. März 2007. Im Finale konnte sich die Brisbane Bullets in der Best-of-five-Serie gegen die Melbourne Tigers in vier Spielen durchsetzen und damit ihren dritten Meistertitel erringen.

## Modus
Jedes Team trägt in der regulären Saison 17 Heim- und 16 Auswärtsspiele oder 16 Heim- und 17 Auswärtsspiele aus. Die in der Endtabelle auf den ersten zwei Plätzen stehenden Teams qualifizieren sich direkt für das Halbfinale der NBL Finals, die im Play-off-Modus ausgetragen werden. Die auf den Plätzen drei bis acht stehenden Teams spielen die beiden anderen Halbfinalisten unter sich aus. Dabei spielt das fünftplatzierte Team zu Hause gegen den Achten und der Sechste heimwärts gegen den Siebten. Die beiden Sieger spielen anschließend auswärts gegen den dritt- und viertplatzierten der regulären Saison. Die Gewinner qualifizieren sich ebenfalls für das Halbfinale. Im Halbfinale gilt der best of three, während im Finale der Best-of-Five-Modus angewendet wird.

## Tabelle
Abschlusstabelle nach Ende der Hauptrunde
- Für das Play-off Halbfinale qualifiziert
- Für das Play-off Viertelfinale qualifiziert

| Pl.  | Team                   | Spiele | Siege | Niederlagen | Siegquote | Punkte+ | Punkte- | Punktedifferenz | Heimbilanz | Auswärtsbilanz |
| ---- | ---------------------- | ------ | ----- | ----------- | --------- | ------- | ------- | --------------- | ---------- | -------------- |
| 01.  | Brisbane Bullets       | 33     | 28    | 5           | 84,85 %   | 3804    | 3326    | + 478           | 16:1       | 12:4           |
| 02.  | Melbourne Tigers       | 33     | 25    | 8           | 75,76 %   | 3453    | 3228    | +225            | 15:2       | 10:6           |
| 03.  | Perth Wildcats         | 33     | 23    | 10          | 69,70 %   | 3331    | 3113    | +118            | 14:3       | 8:8            |
| 04.  | Sydney Kings           | 33     | 20    | 13          | 60,61 %   | 3236    | 3119    | +107            | 14:2       | 6:11           |
| 05.  | Townsville Crocodiles  | 33     | 19    | 14          | 57,58 %   | 3626    | 3516    | +110            | 13:4       | 6:10           |
| 06.  | Cairns Taipans         | 33     | 17    | 16          | 51,52 %   | 3292    | 3284    | +8              | 11:6       | 5:11           |
| 07.  | South Dragons          | 33     | 15    | 18          | 15,45 %   | 3418    | 3514    | −96             | 8:8        | 7:10           |
| 08.  | Singapore Slingers     | 33     | 13    | 20          | 39,39 %   | 3297    | 3435    | −138            | 9:7        | 4:13           |
| 09.  | Wollongong Hawks       | 33     | 11    | 22          | 33,33 %   | 3237    | 3395    | −158            | 6:11       | 5:11           |
| 010. | New Zealand Breakers   | 33     | 11    | 22          | 33,33 %   | 3382    | 3538    | −156            | 9:7        | 2:15           |
| 011. | Adelaide 36ers         | 33     | 11    | 22          | 33,33 %   | 3326    | 3555    | −224            | 7:9        | 4:13           |
| 012. | West Sydney Razorbacks | 33     | 5     | 28          | 15,15 %   | 3221    | 3600    | −379            | 4:12       | 1:16           |

## Play-offs

### Modus
Die auf den ersten acht Plätzen der Abschlusstabelle der regulären Saison platzierten Mannschaften qualifizieren sich für die Play-offs. Dabei qualifizieren sich die ersten beiden Teams direkt für das Halbfinale. Die auf den Plätzen drei bis acht stehenden Teams spielen die beiden anderen Halbfinalisten unter sich aus. Dabei spielt das fünftplatzierte Team zu Hause gegen den Achten und der Sechste heimwärts gegen den Siebten. Die beiden Sieger spielen anschließend auswärts gegen den dritt- und viertplatzierten der regulären Saison. Die Gewinner qualifizieren sich ebenfalls für das Halbfinale. Im Halbfinale gilt der best of three, während im Finale der Best-of-Five-Modus angewendet wird.

### Spiele
|  | Ausscheidungsspiele | Ausscheidungsspiele   | Ausscheidungsspiele |  |  | Viertelfinale | Viertelfinale         | Viertelfinale |
|  |                     |                       |                     |  |  |               |                       |               |
|  |                     |                       |                     |  |  | 4             | Sydney Kings          | 122           |
|  | 5                   | Townsville Crocodiles | 106                 |  |  | 5             | Townsville Crocodiles | 89            |
|  | 8                   | Singapore Slingers    | 93                  |  |  |               |                       |               |
|  |                     |                       |                     |  |  | 3             | Perth Wildcats        | 78            |
|  | 6                   | Cairns Taipans        | 118                 |  |  | 6             | Cairns Taipans        | 82            |
|  | 7                   | South Dragons         | 97                  |  |  |               |                       |               |

|  | Halbfinale | Halbfinale       | Halbfinale       | Halbfinale | Halbfinale |                  |    | Finale           | Finale | Finale | Finale | Finale | Finale | Finale |
|  |            |                  |                  |            |            |                  |    |                  |        |        |        |        |        |        |
|  | 1          | Brisbane Bullets | 91               | 93         |            |                  |    |                  |        |        |        |        |        |        |
|  | 4          | Sydney Kings     | 84               | 86         |            |                  |    |                  |        |        |        |        |        |        |
|  | 4          | Sydney Kings     | 84               | 86         | 1          | Brisbane Bullets | 98 | 91               | 113    | 103    |        |        |        |        |
|  |            |                  |                  |            |            | Brisbane Bullets | 98 | 91               | 113    | 103    |        |        |        |        |
|  |            | 2                | Melbourne Tigers | 95         | 105        | 93               | 94 |                  |        |        |        |        |        |        |
|  | 2          | 2                | Melbourne Tigers | 95         | 105        | 93               | 94 | Melbourne Tigers | 100    | 95     |        |        |        |        |
|  | 2          |                  |                  |            |            |                  |    |                  | 100    | 95     |        |        |        |        |
|  | 6          | Cairns Taipans   | 87               | 87         |            |                  |    |                  |        |        |        |        |        |        |

## Individuelle Auszeichnungen
- Most Valuable Player der regulären Saison (Andrew Gaze Trophy): Sam Mackinnon (Brisbane Bullets)
- Rookie of the Year: Joe Ingles (South Dragons)
- Best Defensive Player (Damian Martin Trophy): Sam Mackinnon (Brisbane Bullets)
- Best Sixth Man: Stephen Hoare (Melbourne Tigers)
- Most Improved Player: Liam Rush (West Sydney Razorbacks)
- Coach of the Year (Lindsay Gaze Trophy): Joey Wright (Brisbane Bullets)
- All-NBL First Team:
  - Dave Thomas (Melbourne Tigers)[1]
  - Sam Mackinnon (Brisbane Bullets)
  - Martin Cattalini (Cairns Taipans)
  - Carlos Powell (New Zealand Breakers)
  - Chris Anstey (Melbourne Tigers)

- Grand Final Series MVP (Larry Sengstock Medal): Sam Mackinnon (Brisbane Bullets)